# Palavrantiga - Volume 1
Palavrantiga - Volume 1 é o primeiro trabalho da banda de rock alternativo Palavrantiga, lançado em 2008 no formato SMD e em download no Myspace do grupo. O disco apresenta seis canções da banda que, mais tarde estariam no álbum de estreia do conjunto, Esperar é Caminhar.
Gravado no estúdio de Jordan Macedo em Belo Horizonte, o disco teve uma grande receptividade do público. Ainda, foi lançada outra versão da obra, contendo as canções "Vem me Socorrer" e "Amor que nos Faz Um" adicionalmente. O álbum conquistou avaliações favoráveis da crítica e foi eleito o 48º melhor disco da década de 2000, de acordo com lista publicada pelo Super Gospel.
Em 2012, a gravadora Som Livre relança o EP Palavrantiga - Volume 1 em formato CD.
| Críticas profissionais | Críticas profissionais |
| Avaliações da crítica  | Avaliações da crítica  |
| Fonte                  | Avaliação              |
| ---------------------- | ---------------------- |
| O Propagador           | [ 6 ]                  |

## Faixas
Versão original
1. "Casa"
2. "Pensei"
3. "Eu Olhei o meu Dia"
4. "Feito de Barro"
5. "Um"
6. "Deus, onde estás?"

Versão de relançamento
1. "Casa"
2. "Pensei"
3. "Eu Olhei o meu Dia"
4. "Feito de Barro"
5. "Um"
6. "Deus, onde estás?"
7. "Vem me socorrer"
8. "Amor que nos faz um"